# Dékoa
Dékoa är en ort i Centralafrikanska republiken. Den ligger i den centrala delen av landet, 230 km norr om huvudstaden Bangui. Dekoa ligger 546 meter över havet och antalet invånare är 12 447.
Terrängen runt Dekoa är platt. Runt Dekoa är det glesbefolkat, med 9 invånare per kvadratkilometer.. Det finns inga andra samhällen i närheten.
I omgivningarna runt Dekoa växer huvudsakligen savannskog.